# Wassila Hachchi
Wassila Hachchi (Rotterdam, 6 januari 1980) is een Nederlands voormalig marineofficier, voormalig ambtenaar en voormalig politicus die werkzaam is als ondernemer. Van 17 juni 2010 tot 2016 was zij lid van de Tweede Kamer der Staten-Generaal voor D66.

## Biografie
Hachchi studeerde van 1998 tot 2002 bedrijfskunde aan de Erasmus Universiteit Rotterdam en volgde daarna de officiersopleiding logistiek/korps administratie aan het Koninklijk Instituut voor de Marine van 2003 tot 2004.
Hierna was zij van 2003 tot 2007 werkzaam als officier bij de Logistieke Dienst van de Koninklijke Marine. In 2007 werd ze ambtenaar in de functie van controller/beleidsadviseur bij de directie Financieel-Economische Zaken van het ministerie van Economische Zaken. In hetzelfde jaar werd ze verkozen tot Jonge Ambtenaar van het Jaar. In 2009 werd ze hoofd Planning en Control bij de bedrijfsgroep Catering, een eenheid van het Commando DienstenCentra van het ministerie van Defensie.
Na in 2006 lid te zijn geworden van D66, werd Hachchi namens deze sociaalliberale partij op 17 juni 2010 lid van de Tweede Kamer. Bij de Tweede Kamerverkiezingen van 2010 stond ze op de zesde plaats van de kandidatenlijst van D66 en behaalde 3863 voorkeurstemmen. In 2012 stond ze bij de Tweede Kamerverkiezingen op de twaalfde plaats van de kandidatenlijst. Het leverde haar 4737 voorkeurstemmen op.
Als Kamerlid hield zij zich onder meer bezig met defensie, lucht- en scheepvaart en Koninkrijksrelaties en maakte zij deel uit van de tijdelijke commissie die onderzoek deed naar grote ICT-projecten, van de op 16 april 2013 ingestelde parlementaire enquête naar de Woningcorporaties en van de tijdelijke commissie Breed welvaartsbegrip.
Op 20 januari 2016 werd door D66 bekendgemaakt dat Hachchi de Tweede Kamer per direct verliet om voor het campagneteam van Hillary Clinton in de Verenigde Staten te willen gaan werken. D66-partijleider Alexander Pechtold vond het plotselinge vertrek heel vervelend. Ook was er kritiek op het feit dat zij vrijwillig vertrok naar een onbezoldigde functie met gebruik van wachtgeld. Op 3 maart 2016 gaf partijvoorzitter Letty Demmers-van der Geest aan dat het bestuur van D66 overwoog Hachchi te laten royeren als lid. Op 15 april 2016 maakte D66 bekend dat zij haar lidmaatschap heeft opgezegd. Hachchi ging uiteindelijk als vrijwilliger voor Clinton werken. Toen Alexander Pechtold in oktober 2018 zijn vertrek als partijleider aankondigde, meldde ze zich opnieuw aan als lid van D66.
In december 2016 publiceerde Hachchi een (gratis) ebook Listen, Think, Speak, waarin ze haar vertrek uit de Nederlandse politiek toelichtte. Daarnaast richtte ze een online discussieplatform op. Na haar eerdere inspanningen voor Hillary Clinton maakte Hachchi in oktober 2020 bekend dat haar politieke voorkeur was verschoven naar politici als Donald Trump en Thierry Baudet, omdat alleen dit soort 'buitenstaanders' democratische vernieuwing in gang zouden kunnen zetten. "Ontwaken is wat we nodig hebben om een paradigmaverschuiving te omarmen en onze democratie en haar politiek te transformeren", aldus Hachchi. Ten behoeve van deze politieke vernieuwing nam zij een initiatief getiteld "Dialoog2020 (D20) - Van Debat naar Dialoog" met bijbehorende petitie die online kan worden getekend.
Op 18 juli 2023 maakte Hachchi bekend zich kandidaat te stellen als lijsttrekker voor D66 bij de Tweede Kamerverkiezingen van 22 november 2023. Ze stelde daarbij "slechts één missie te hebben: het afschaffen van alle politieke partijen. Ook D66." Haar kandidatuur kreeg evenwel niet de vereiste 250 steunbetuigingen. Rond diezelfde tijd nam zij de kapsalon en schoonheidssalon van haar moeder over.

## Publicatie
- Wassila Hachchi: Listen. Think. Speak. 28 pag. E-book (Kindle). Publisher: Motivatingthemasses.com, 2016. ASIN B01NCI87ID

- Parlement.com: vie119qozavf